# Monarca ventre-roig de les Salomó
El monarca ventre-roig de les Salomó (Monarcha castaneiventris) és un ocell de la família dels monàrquids (Monarchidae).

## Hàbitat i distribució
Habita els boscos de les Illes Salomó, a excepció de Bougainville i altres de la zona central de l'arxipèlag.

## Taxonomia
Sovint les poblacions de Makira, Ugi i altres illes properes, són considerades espècies de ple dret:
- Monarcha megarhynchus - monarca ventre-roig de Makira[3]
- Monarcha ugiensis - monarca d'Ugi[4]